# Visible Human Project

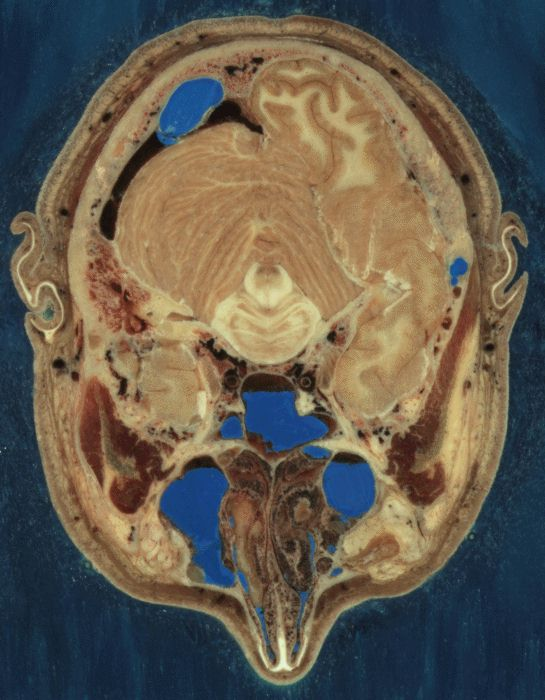
Vue du Visible Human Project.

Le Visible Human Project vise à créer une base de données de photographies de sections du corps humain. Deux cadavres, celui d’un homme et celui d’une femme, ont été découpés en fines tranches, chacune de ces sections étant ensuite photographiée et numérisée. Le projet est dirigé par la National Library of Medicine des États-Unis, sous la direction de Michael J. Ackerman. La conception du projet a débuté en 1986, la récolte des données relatives au corps humain masculin a été achevée en novembre 1994, et celle du corps féminin en novembre 1995. Le projet peut être observé au Musée National de la Santé et de la Médecine à Washington. Il est envisagé de reprendre ce projet, avec des images de plus haute définition, mais seulement avec des parties du corps, au lieu d’un cadavre.

## Données
Le cadavre masculin a été plongé et gelé dans un mélange de gélatine et d’eau afin de le stabiliser pour la découpe. Le spécimen a été ensuite découpé dans le plan axial à des intervalles de 1 mm. Chacune des 1 871 tranches ainsi obtenues a été photographiée en analogique et en numérique, fournissant finalement 15 gigaoctets de données. Les images ont été renumérisées à l'an 2000 pour une meilleure résolution, produisant plus de 65 gigaoctets.
Une version abrégée de 463 coupes en basse définition, reconstituée sur un axe similaire à celui d’un scanner (et non l’axe anatomique standard) a été créée en 2021 par un site d'imagerie médicale.
Le cadavre féminin a été coupé en tranches de 0,33 millimètre d’épaisseur, pour un poids total de données de 40 gigaoctets.

Les données ont été enrichies de sections axiales du corps entier, obtenues par tomodensitométrie (ou scanner), des sections axiales de la tête et du cou obtenues à l’aide d’une IRM et de sections frontales également obtenues par une IRM.

## Donneurs
Le cadavre masculin est celui de Joseph Paul Jernigan, un condamné à mort Texan de 39 ans qui fut exécuté le 5 août 1993 par injection létale. Sur la suggestion de l’aumônier de sa prison, il avait accepté de donner son corps pour la recherche scientifique, ou à un usage médical, sans connaître le Visible Human Project, ce qui avait soulevé des objections éthiques de la part de plusieurs personnes. Une des déclarations les plus notables vint de l’Université de Vienne, qui demanda que les images soient retirées, partant du principe que les professions médicales ne devraient pas être associées à des exécutions, et que le consentement éclairé du donneur devrait être vérifié.

La donneuse, âgée de 59 ans, est restée anonyme. Dans la presse, elle a été décrite comme une femme au foyer du Maryland, décédée d’une attaque cardiaque, et dont le mari avait demandé qu’elle fasse partie du projet.
La troisième donneuse est Susan Potter,,.

## Obstacles à la qualité des données
La congélation a légèrement enflé le cerveau de l’homme et les osselets de son oreille interne ont été perdus pendant la préparation des tranches. Les nerfs sont difficiles à repérer car ils ont presque la même couleur que la graisse, mais beaucoup ont été néanmoins identifiés. Des petits vaisseaux sanguins ont été dégradés par la congélation. Les tendons sont difficiles à couper proprement, et ils se sont parfois étalés sur la surface des couches. 

L’homme avait un seul testicule, son appendice est manquant et ses tissus sont dégradés à l’endroit où a été pratiquée l’injection létale.

Les organes reproducteurs de la femme ne représentent pas ceux d’une jeune femme. Le spécimen avait plusieurs pathologies, notamment une maladie cardio-vasculaire et des diverticuloses.

## Découvertes

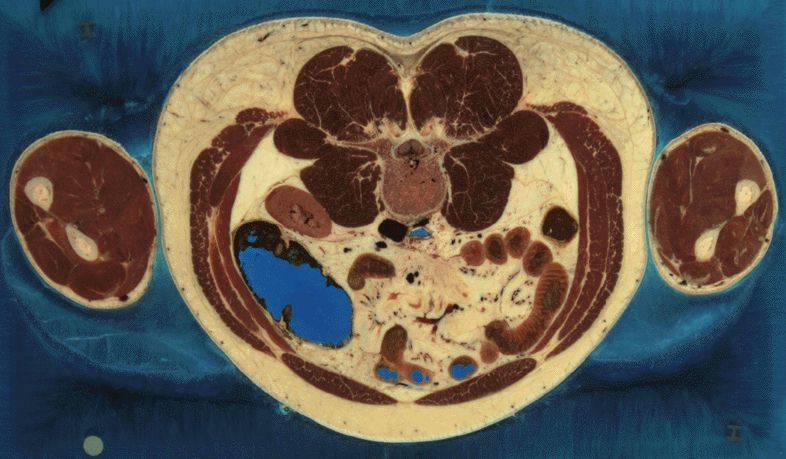
Section d'abdomen.

Grâce à l'étude de l'ensemble des données, les chercheurs de l'Université Columbia ont trouvé plusieurs erreurs dans les ouvrages d'anatomie, concernant notamment la forme d'un muscle de la région pelvienne, et la localisation de la vessie et de la prostate.

## LeVisible Human Projectdans les arts
Dans une œuvre intitulée I Know You Inside Out, l'artiste britannique Marilene Oliver (en) a reconstitué le corps de Joseph Paul Jernigan en assemblant dans une vitrine les images de son corps sous la forme de feuilles plastifiées.